# Emilio López-Menchero
Emilio López-Menchero (Mol (België), 7 oktober 1960) is een Spaanse beeldend kunstenaar die in Brussel woont.

## Biografie
López-Menchero is de zoon van twee Spaanse wetenschappers, die in 1958 eerst in België en later in Oostenrijk aan de slag zijn gegaan. Hij werd geboren in Mol en besloot, eenmaal volwassen, in Brussel te gaan wonen, waar hij architectuur en kunsten studeerde.
Van 1980 tot 1986 studeerde López-Menchero architectuur aan het Institut Superieur d'Architecture de l'Etat (ISAE-La Cambre), waar hij het diploma van architect behaalde. Dankzij een beurs van de Franse Gemeenschap kon hij in 1988-1989 in Doornik deelnemen aan een reeks workshops onder begeleiding van de Pools-Belgische beeldhouwster Tapta (pseudoniem van Maria Wierusz-Kowalski, 1926-1997). In 2002 realiseerde de kunstenaar een project voor het Belgische paviljoen van de Biënnale van Venetië 2003 waarmee hij bij de laatste drie finalisten eindigde.

## Werk in de publieke ruimte
López-Menchero gebruikt de stad als canvas voor zijn sociaal geëngageerde projecten.

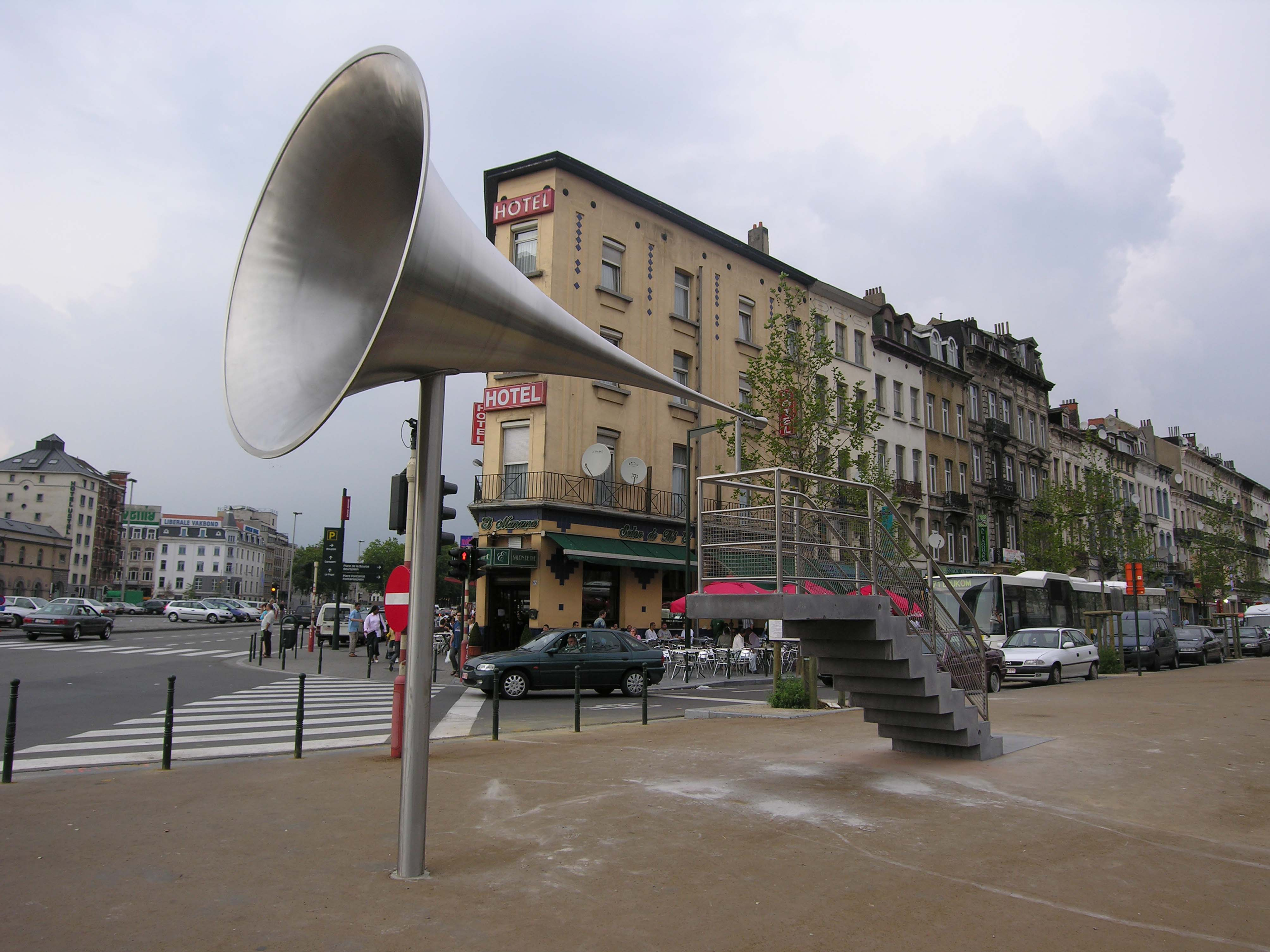
Permanente installatie Pasionaria door Emilio López-Menchero, foto door Emilio López-Menchero (Brussel, 2006)

(Semi-)permanent werk van Emilio López-Menchero in de publieke ruimte (selectie):
- 2004, Borgerhout (Antwerpen): kunstwerk in het kader van het project H20 Lab van de architectengroep BOB 361[3]
- 2006, Brussel: Pasionaria (metalen spreekhoorn ter hoogte van de Stalingradlaan en Station Brussel-Zuid, ter gelegenheid van 40 jaar Marokkaanse immigratie)[4]. De hoorn dankt zijn naam aan de bijnaam "La Pasionaria" van de Spaanse vrouwenrechtenactiviste Dolores Ibárruri Gómez, die bekendstond om haar lange, gepassioneerde toespraken.
- 2007, Mariakerke (Gent): Yellow Submarine (een surfplank als ontmoetingsplek voor jongeren van de Brugschool, realisatie in het kader van het project Blinde Muren)[5]
- 2008, Mol: Zilvermeer (in een nieuw gebouw van het lokale OCMW)[6]
- 2009, Begraafplaats van Elsene: MUR XL (fries met geëmailleerde platen met vertaalde gedichten van de Belgisch-Spaanse dichteres Chantal Maillard in opdracht van Het Beschrijf)[7]
- 2010, grens Brussel en Sint-Jans-Molenbeek ter hoogte van de Vlaamse steenweg en de Antoine Dansaertstraat: Checkpoint Charlie (replica van de  gelijknamige controlepost in Berlijn)[8]
- 2012, Merelbeke: Flowers (integratie van transparante glastegels op het vernieuwde gemeenteplein, omringd door de kerk, het gemeentehuis en de bibliotheek)[9]

## Kunstenaar en maatschappij
Vanuit zijn sociale engagement denkt López-Menchero na over de rol van de kunstenaar in de maatschappij. Hij wil de mythes en clichés ontkrachten. Om deze problematiek van binnen uit te begrijpen kruipt hij – door zich te vermommen – in de huid van een bekende personen zoals Frida Kahlo, Cindy Sherman, James Ensor, Honoré de Balzac en Marc Dutroux. In een interview zegt de kunstenaar hierover: 
Het is de rol van de kunstenaar om met grenzen te werken. De kunstenaar is ergens tussen een clown en een crimineel die de bestaande grenzen overschrijdt.